# Широченка
Широченка — село в Борском районе Самарской области России. Входит в состав сельского поселения Гвардейцы.

## География
Село находится в восточной части области, в степной зоне, в пределах левобережной части долины реки Самары вблизи места впадения в неё Безымянки, при автодороге 36К-238, в 12 км к западу от села Борского. Абсолютная высота — 53 метра над уровнем моря.
Климат
Климат характеризуется как резко континентальный, с морозной малоснежной зимой и жарким сухим летом. Средняя температура воздуха самого тёплого месяца (июля) — 21 °C; самого холодного (января) — −14 °C. Среднегодовое количество атмосферных осадков составляет 350 мм.
Часовой пояс
Село Широченка, как и вся Самарская область, находится в часовой зоне МСК+1. Смещение применяемого времени относительно UTC составляет +4:00.

## Население
| 2010 |
| ---- |
| 243  |

Половой состав
По данным Всероссийской переписи населения 2010 года в гендерной структуре населения мужчины составляли 43,2 %, женщины — соответственно 56,8 %.
Национальный состав
Согласно результатам переписи 2002 года, в национальной структуре населения русские составляли 95 % из 234 чел.